# Konstytucja Kenii
Konstytucja Kenii – ustawa zasadnicza Republiki Kenii uchwalona w 2010 roku. Zastąpiła ona konstytucję niepodległościową z 1963 roku. 6 maja 2010 roku została zatwierdzona przez prokuratora generalnego, a 4 sierpnia przeprowadzono referendum konstytucyjne. 67% uprawnionych do głosowania Kenijczyków głosowało za uchwaleniem nowej konstytucji. 27 sierpnia tego samego roku została ogłoszona.

## Historia reform konstytucyjnych w Kenii
W historii Kenii dwa razy całkowicie zmieniono tekst konstytucji: 1969 i 2010 roku. W 1969 roku konstytucja niepodległościowa z 1963 roku została zastąpiona nowym tekstem, który umocnił poprawki wprowadzone już do systemu rządowego.
Zmiany te obejmowały: przejście z systemu federalnego na system unitarny, zamiana systemu parlamentarnego na system semiprezydencki z silną rolą prezydenta, utworzenie jednoizbowego parlamentu zamiast bikameralnego oraz ograniczenie ochrony karty praw. Po 1969 roku również wprowadzano zmiany w konstytucji, a największa miała miejsce w 1982 roku, kiedy wprowadzono system jednopartyjny.
Potrzeba na zmianę konstytucji, która wprowadziłaby bardziej demokratyczny system władzy, pojawiła się w latach 90. wraz z zakończeniem zimnej wojny i wprowadzeniem ustroju demokratycznego w innych państwach afrykańskich. System jednopartyjny zakończył się w 1991 roku, a pierwsze wybory prezydenckie odbyły się w 1992. Wezwanie do oceny i zmiany obecnej konstytucji zintensyfikowały się na przełomie lat 90. i 2000., pomagając w wygraniu wyborów opozycyjnej partii National Rainbow Coalition w wyborach parlamentarnych w 2002 roku. Po konsultacjach społecznych przyjęto małą konstytucję zwaną „Wersja robocza z Bomas” (z ang. „Bomas draft”; nazwa wzięła się od miejsca, w którym podpisano dokument).
Jednak w projekcie nowej konstytucji tuż przed referendum w 2005 roku wniesiono poprawki, które doprowadziły do rozpadu ówczesnej koalicji. Frakcja rządowa Pomarańczowy Ruch Demokratyczny, kierowany przez Railę Odingę i wspierany przez KANU, doprowadziła do udanego głosowania na „nie” w stosunku do zmienionego projektu Bomasa (po wprowadzonych poprawkach zmieniono nazwę na „Wersja robocza z Wako”). Negocjacje utknęły w martwym punkcie, a próbę przełamania impasu politycznego podjęła się Unia Afrykańska za pomocą zespołu mediacyjnego kierowanego przez Kofiego Annana. Stało się to na początku 2008 roku po wybuchu gwałtownych zamieszek w Kenii.
Konstytucja Kenii była finalnym dokumentem wynikającym ze zmian wprowadzonych do jej projektu, napisanego przez Komitet Ekspertów. Dokument po raz pierwszy opublikowano dla wszystkich 17 listopada 2009 roku, aby społeczeństwo i parlament mogli debatować na końcowym tekstem konstytucji. Po 30 dniach konsultacji społecznych, przeanalizowaniu i dopisaniu poprawek dokument został przekazany pod głosowanie do parlamentu w dniu 8 stycznia 2010 roku. Komisja parlamentarna zgłosiła poprawki i dokument wrócił do Komitetu Ekspertów.
Po odrzuceniu 150 poprawek parlament jednogłośnie zatwierdził projekt konstytucji w dniu 1 kwietnia 2010 roku. 7 kwietnia został on zatwierdzony przez prokuratora generalnego, a 6 maja podany do publicznej wiadomości. W dniu 4 sierpnia odbyło się referendum konstytucyjne, w którym 67% Kenijczyków zagłosowało za nową konstytucją. 27 sierpnia konstytucja została promulgowana.

## Struktura władzy
Kluczowe zmiany proponowane w nowej konstytucji obejmowały następujące obszary:
- Trójpodział władzy tj. niezależne władza wykonawcza, władza ustawodawcza i władza sądownicza;
- Egzekutywa reprezentowana przez rząd powoływany przez prezydenta spośród członków parlamentu[6];
- Legislatywa, czyli dwuizbowy parlament (Zgromadzenie Narodowe i Senat), reprezentują wszystkich obywateli[6];
- Sądownictwo niezależne od pozostałych władz[6];
- Decentralizacja władzy, rządy centralny i rządy lokalne[7];
- Została zniesiona dyskryminacja ze względu na płeć, a także obywatel, który będzie posiadał drugie obywatelstwo nie straci obywatelstwa kenijskiego[7].